# Yokohama F·Marinos
Gli Yokohama F·Marinos (横浜F・マリノス?, Yokohama Efu Marinosu) sono una società calcistica giapponese con sede nella città di Yokohama. La squadra milita nella J1 League, la massima divisione del campionato giapponese.
Fondata nel 1972 come sezione calcistica del circolo sportivo aziendale della Nissan, a cavallo fra gli anni ottanta e gli anni novanta (periodo in cui il sistema calcistico giapponese si avviava al passaggio dal regime dilettantistico a quello professionistico) divenne una delle principali squadre a livello nazionale (divenne la seconda squadra, dopo il Mitsubishi Heavy Industries nel 1978, a conseguire il treble domestico) e continentale (vinse due edizioni consecutive della Coppa delle Coppe dell'AFC nel 1992 e nel 1993).
La squadra si posiziona al quarto posto (unitamente agli Urawa Red Diamonds) nell'albo d'oro della massima serie (di cui ha vinto, complessivamente, sei edizioni fra cui l'ultima nel 2019) e al secondo posto (in condivisione con il Kwangaku) in quello della coppa nazionale (di cui ha vinto sette edizioni, quasi tutte nel periodo dilettantistico).

## Storia

### Periodo dilettantistico
La squadra venne fondata nel 1972 dalla Nissan Motor Company, in seguito a una decisione di ampliare il circolo sportivo aziendale dopo i successi della sezione baseball. Inizialmente iscritto nelle leghe prefetturali, dopo l'ingaggio dell'allenatore Shū Kamo avvenuto nel 1974, il Nissan Motors iniziò una scalata del sistema calcistico nazionale, completandola nell'arco di un lustro. Dopo due stagioni interlocutorie, culminate con la retrocessione in seconda divisione nel 1980, la Nissan iniziò ad adottare delle politiche societarie che, fra le altre cose, prevedevano l'ingaggio di giocatori stipendiati solo per disputare le gare.
Tornato definitivamente in massima serie nel 1981, nel giro di pochi anni il Nissan Motors divenne una delle principali squadre a livello nazionale ingaggiando dei testa a testa con lo Yomiuri per la vittoria del campionato e affermandosi in due edizioni della Coppa dell'Imperatore. Dopo la vittoria del double nazionale (campionato e Coppa dell'Imperatore) nel 1989, Shū Kamo lasciò l'incarico passandolo a José Oscar Bernardi, che andò vicino alla vittoria del quadruple perdendo, al termine della stagione 1989-90, la finale del campionato d'Asia per club contro il Liaoning.

### Periodo professionistico
Al termine della stagione 1991-92, in cui la squadra (guidata da Hidehiko Shimizu) si era affermata a livello internazionale con la vittoria della Coppa delle Coppe dell'AFC, il Nissan Motors ottenne l'iscrizione alla neocostituita J. League acquisendo lo status di club professionistico e cambiando il nome in Yokohama Marinos. Nelle prime stagioni da squadra professionistica, lo Yokohama Marinos confermò i risultati degli anni precedenti vincendo per il secondo anno consecutivo la Coppa delle Coppe asiatica e ottenendo il terzo titolo nazionale nel 1995.
Rinominatasi Yokohama F·Marinos in seguito alla fusione tecnica e finanziaria con gli Yokohama Flügels avvenuta nel 1999, con l'inizio del terzo millennio la squadra, nonostante numerosi cambi in panchina, continuò a confermarsi squadra di vertice raggiungendo la finale del campionato nel 2000 e vincendo la coppa di Lega nella stagione successiva malgrado un pessimo campionato. Raggiunta la stabilità tecnica con l'ingaggio dell'ex commissario tecnico della Nazionale Takeshi Okada avvenuto nel 2003, gli Yokohama F·Marinos tornarono immediatamente alla vittoria del campionato, confermandosi anche nella stagione seguente. I risultati negativi ottenuti nelle stagioni immediatamente successive portarono, nel 2006, alle dimissioni di Okada: di lì in poi la squadra vivrà un periodo di instabilità tecnica, concludendo alcune stagioni nelle posizioni di media classifica.

## Colori e simboli

### Simboli ufficiali

#### Lo stemma
Lo stemma della squadra, in uso dal 1999, è composto da uno scudo con all'interno delle strisce oblique di colore blu, rosso e bianco, sormontate da un'àncora color oro. Questi elementi sono circondati da due fasce di alloro mentre, nella parte bassa del fregio, vi è un nastro blu con il nome della squadra scritto in bianco.

#### La mascotte
Le mascotte degli Yokohama F·Marinos sono Marinos-kun e Marinosuke, rispettivamente un adulto e un cucciolo di gabbiano antropomorfo. Questi personaggi simbolizzano il mare su cui si affaccia Yokohama nonché l'obiettivo della squadra di puntare sempre verso l'alto.

#### Divise storiche
| Esordio in massima divisione (1979) | Vittoria del treble (1989-90) | Esordio professionistico (1993) |

## Strutture

### Stadio
Gli stadi di casa dei Marinos sono lo Stadio internazionale Yokohama (noto anche come Stadio Nissan) e il Mitsuzawa Stadium.

## Società
Inizialmente controllata direttamente dalla Nissan Motor Company in quanto sezione calcistica del circolo sportivo aziendale, dal 17 luglio 1992 la squadra fu svincolata dall'orbita aziendale mediante la creazione di un'impresa chiamata Yokohama Marinos Ltd., il cui pacchetto azionario è interamente detenuto dalla Nissan. Fra il 1999 e il 1º febbraio 2002 il 30% delle azioni fu detenuto dalla All Nippon Airways (entrata nell'azienda in seguito alla fusione con gli Yokohama Flügels); successivamente la Nissan riacquisì l'intera quota azionaria destinandone, a partire dal 1º febbraio 2005, un 1% a degli investitori occasionali.

### Sponsor
| Cronologia degli sponsor tecnici - 1979-1982: Athleta - 1982-1983: Adidas - 1984-1985: Le Coq Sportif - 1986-1987: Marakana - 1987-2007: Adidas - 1992-1996: Mizuno (solo J. League) - 2007-2011: Nike - 2012-Oggi: Adidas | Cronologia degli sponsor ufficiali Parte anteriore - 1993-Oggi: Nissan Manica - 1993-1995: BP - 1996-1998: Xanavi - 2003-2004: GE - 2005-2007: MLJ - 2008-2009: Meganesuper - 2010: Elgrand - 2011-2013: ANA - 2014-2016: Nippon Kasei - 2017-2020: Nisshin Oillio Group - 2021-2022: Remix Point - 2023-Oggi: - Schiena - 1993-1998: Kodak - 1999-2010: ANA - 2012-2015: Sanei - 2016-2020: Mugen Estate - 2021-Oggi: Nisshin Oillio Group |

## Allenatori
| Allenatori - 1972-1973: Jirō Adachi - 1974-1985: Shū Kamo - 1985: Tamotsu Suzuki - 1986-1989: Shū Kamo - 1989-1991: José Oscar Bernardi - 1991-1994: Hidehiko Shimizu - 1995: Jorge Solari - 1995-1996: Hiroshi Hayano - 1997-1998: Xabier Azkargorta - 1998: Gert Engels - 1999: Antonio de la Cruz - 2000: Osvaldo Ardiles - 2001: Yoshiaki Shimojō - 2001-2002: Sebastião Lazaroni - 2002: Yoshiaki Shimojō - 2003-2006: Takeshi Okada - 2006: Takashi Mizunuma - 2007: Hiroshi Hayano - 2008: Takashi Kuwahara - 2008-2009: Kōkichi Kimura - 2010-2011: Kazushi Kimura - 2011-2014: Yasuhiro Higuchi - 2015-2017: Erick Mombaerts - 2017-2021: Ange Postecoglou - 2021: Hideki Matsunaga (ad interim) - 2021-2023: Kevin Muscat - 2024: Harry Kewell - 2024: John Hutchinson - 2025: Steve Holland - 2025: Patrick Kisnorbo - 2025-Oggi: Hideo Ōshima |

## Calciatori

### Vincitori di titoli
- Masami Ihara: Calciatore asiatico dell'anno (1995)
- Shunsuke Nakamura : Miglior calciatore della J-League (2000)

Ramon Diaz (calciatore argentino 1993)
David Bisconti (calciatore argentino 1995-1996)

## Palmarès

### Competizioni nazionali
- Japan Soccer League: 2

1988-1989, 1989-1990
- Japan Soccer League Cup: 3

1988, 1989, 1990
- Campionato giapponese: 5

1995, 2003, 2004, 2019, 2022
- Coppa dell'Imperatore: 7

1983, 1985, 1988, 1989, 1991, 1992, 2013
- Supercoppa del Giappone: 1

2023
- Coppa Yamazaki Nabisco: 1

2001

### Competizioni internazionali
- Coppa delle Coppe dell'AFC: 2  (record condiviso con l'Al-Hilal)

1991-1992, 1992-1993

### Altri piazzamenti
- Campionato giapponese:

Secondo posto: 2000, 2002, 2013, 2021, 2023
Terzo posto: 1997
- Coppa dell'Imperatore:

Finalista: 2017
Semifinalista: 1994, 2008, 2011, 2012, 2024
- Coppa J. League:

Finalista: 2017, 2018
Semifinalista: 1994, 2005, 2006, 2007, 2009, 2013, 2016, 2020, 2023, 2024
- Supercoppa del Giappone:

Finalista: 1996, 2004, 2005, 2014, 2020
- Konica Cup:

Semifinalista: 1991
- AFC Champions League:

Finalista: 1989-1990, 2023-2024
- Coppa delle Coppe dell'AFC:

Semifinalista: 1993-1994
- A3 Champions Cup:

Secondo posto: 1994
Terzo posto: 1995

## Statistiche e record

### Partecipazione ai campionati
| Livello | Categoria                      | Partecipazioni | Debutto | Ultima stagione | Totale |
| ------- | ------------------------------ | -------------- | ------- | --------------- | ------ |
| 1º      | Japan Soccer League Division 1 | 12             | 1979    | 1991-92         | 44     |
| 1º      | J. League Division 1           | 32             | 1993    | 2024            | 44     |
| 2º      | Japan Soccer League Division 2 | 3              | 1976    | 1981            | 3      |

## Organico

### Rosa 2025
Rosa e numerazione aggiornate al 7 luglio 2025.
| N. |                      | Ruolo | Calciatore             |
| -- | -------------------- | ----- | ---------------------- |
| 6  | Giappone (bandiera)  | C     | Kōta Watanabe          |
| 7  | Brasile (bandiera)   | A     | Élber                  |
| 8  | Giappone (bandiera)  | C     | Takuya Kida (capitano) |
| 9  | Giappone (bandiera)  | A     | Daiya Tōno             |
| 10 | Brasile (bandiera)   | A     | Anderson Lopes         |
| 11 | Brasile (bandiera)   | A     | Yan Matheus            |
| 13 | Colombia (bandiera)  | D     | Jeison Quiñónes        |
| 14 | Giappone (bandiera)  | A     | Asahi Uenaka           |
| 15 | Indonesia (bandiera) | D     | Sandy Walsh            |
| 16 | Giappone (bandiera)  | D     | Ren Katō               |
| 17 | Giappone (bandiera)  | C     | Kenta Inoue            |
| 19 | Giappone (bandiera)  | P     | Park Il-gyu            |
| 20 | Giappone (bandiera)  | C     | Jun Amano              |
| 21 | Giappone (bandiera)  | P     | Hiroki Iikura          |
| 23 | Giappone (bandiera)  | A     | Ryō Miyaichi           |
| 25 | Giappone (bandiera)  | D     | Toichi Suzuki          |

| N. |                      | Ruolo | Calciatore       |
| -- | -------------------- | ----- | ---------------- |
| 27 | Giappone (bandiera)  | D     | Ken Matsubara    |
| 28 | Giappone (bandiera)  | C     | Riku Yamane      |
| 30 | Brasile (bandiera)   | C     | Yuri Araujo      |
| 31 | Giappone (bandiera)  | P     | Ryōya Kimura     |
| 33 | Giappone (bandiera)  | D     | Kōsei Suwama     |
| 34 | Giappone (bandiera)  | C     | Takuto Kimura    |
| 39 | Giappone (bandiera)  | D     | Taiki Watanabe   |
| 41 | Giappone (bandiera)  | C     | Kōsuke Matsumura |
| 42 | Giappone (bandiera)  | C     | Kōhei Mochizuki  |
| 43 | Giappone (bandiera)  | D     | Reno Noguchi     |
| 44 | Australia (bandiera) | D     | Thomas Deng      |
| 45 | Togo (bandiera)      | C     | Kodjo Aziangbe   |
| 46 | Giappone (bandiera)  | C     | Hiroto Asada     |
| 47 | Giappone (bandiera)  | C     | Kazuya Yamamura  |
| 48 | Giappone (bandiera)  | A     | Kaina Tanimura   |
| 49 | Giappone (bandiera)  | C     | Kaiki Katō       |
| 52 | Giappone (bandiera)  | P     | Kai Suzuki       |

### Staff tecnico
Staff tecnico aggiornato al 20 aprile 2025.
- Patrick Kisnorbo - Allenatore
- Hideo Ōshima - Collaboratore tecnico
- Ryō Adachi - Collaboratore tecnico
- Shigetatsu Matsunaga - Preparatore portieri
- Tetsuya Enomoto - Collaboratore preparatore portieri
- Akihiro Tanaka - Preparatore fisico
- Yūsuke Tanaka - Conditioning coach
- George Apostolidis - Analista
- Jun Yamaguchi - Analista
- Yūki Masui - Analista